# Horst Wernicke (Romanist)
Horst Wernicke (1935 – 2022) war ein deutscher Romanist.

## Leben und Karriere
Horst Wernicke studierte Literaturwissenschaft, Theologie und Philosophie und 
promovierte an der Universität Marburg mit einer Arbeit über Ernst Penzoldt in Literaturwissenschaft. Anschließend arbeitete er bis zur Pensionierung als Studiendirektor an der Auguste-Viktoria-Schule in Flensburg. Er veröffentlichte Bücher und Aufsätze über Albert Camus und René Char, dessen Gedichte er auch übersetzte, und schrieb unter anderem Artikel für die Neue Zürcher Zeitung und die Zeitschrift Lutherische Monatshefte. 
Er ist nicht mit dem Mediävisten Horst Wernicke zu verwechseln.

## Veröffentlichungen (Auswahl)
- Albert Camus: Aufklärer, Skeptiker, Sozialist. Essay über einen Entwurf vom brüderlichen Menschen. Olms, Hildesheim 1984, ISBN 3-487-07460-5.
- als Herausgeber: Unter dem Zeichen der Freiheit. Camus-Lesebuch. Rowohlt, Reinbek 1993, ISBN 3-499-13411-X.
- als Herausgeber und Übersetzer: René Char: Einen Blitz bewohnen. S. Fischer, Frankfurt 1995, ISBN 978-3596126750.